# 小行星4849
小行星4849（4849 Ardenne）是一颗绕太阳运转的小行星，为主小行星带小行星。该小行星于1936年8月17日发现。

## 轨道参数
小行星4849的轨道半长轴为2.2785422 UA，离心率为0.112。